# 徐暎錫
徐暎錫（：／ Seo Young-seok，1964年9月16日—），大韓民國自由派政治人物，第21屆國會議員。